# Sami Tuoriniemi
Sami Tuoriniemi (ur. 26 września 1978) – fiński snowboardzista. Nigdy nie startował na igrzyskach olimpijskich. Jego najlepszym wynikiem na mistrzostwach świata w snowboardzie było 16. miejsce w Big Air na mistrzostwach w Kreischbergu. Najlepsze wyniki w Pucharze Świata w snowboardzie osiągnął w sezonach 2001/2002 i 2002/2003, kiedy to zajmował odpowiednio 3 i 2. miejsce w klasyfikacji Big Air.

## Sukcesy

### Mistrzostwa Świata
| Miejsce | Dzień       | Rok  | Miejscowość | Konkurencja | Zwycięzca     |
| ------- | ----------- | ---- | ----------- | ----------- | ------------- |
| 16.     | 18 stycznia | 2003 | Kreischberg | Big Air     | Risto Mattila |

### Puchar Świata

#### Miejsca w klasyfikacji Big Air
- 2001/2002 - 3.
- 2002/2003 - 2.
- 2003/2004 - 61.

#### Miejsca na podium
1. Ischgl – 30 listopada 2001 (Big Air) - 1. miejsce
2. Tandådalen – 7 grudnia 2002 (Big Air) - 3. miejsce
3. Stoneham – 21 grudnia 2002 (Big Air) - 2. miejsce
4. Salzburg – 3 stycznia 2003 (Big Air) - 3. miejsce
5. Monachium – 1 lutego 2003 (Big Air) - 2. miejsce
6. Turyn – 14 lutego 2003 (Big Air) - 1. miejsce